# Giulio Sarrocchi
Giulio Sarrocchi (ur. 24 maja 1887 w Rzymie, zm. 18 lipca 1971 tamże) – włoski szablista, dwukrotny medalista olimpijski.
Został zgłoszony do startu w turnieju szabli indywidualnej podczas igrzysk olimpijskich w Sztokholmie w 1912 roku, jednak ostatecznie nie wystąpił. Wziął udział w igrzyskach olimpijskich w Paryżu w 1924 roku, gdzie razem z Oreste Moriccą, Marcello Bertinettim, Bino Binim, Renato Anselmim, Guido Balzarinim, Oreste Pulitim i Vincenzo Cuccią zdobył złoty medal w szabli drużynowej. W szabli indywidualnej pewnie awansował do finału, Po tym jak w trzech pierwszych pojedynkach Puliti pokonał jego, Bertinettiego i Biniego komisja sędziowska pod przewodnictwem Węgra Györgyego Kovácsa uznała, że Włoscy szabliści specjalnie przegrali swe walki by ułatwić Pulitiemu walkę o złoty medal. Urażony Puliti zagroził Kovácsowi pobiciem, za co został zdyskwalifikowany. Pozostali Włoscy zawodnicy wycofali się z rywalizacji na znak protestu. Na rozgrywanych cztery lata później igrzyskach olimpijskich w Amsterdamie Bino Bini, Oreste Puliti, Giulio Sarrocchi, Renato Anselmi, Emilio Salafia i Gustavo Marzi zajęli drugie miejsce w szabli drużynowej. Indywidualnie tym razem nie startował.
Nie zdobył medalu mistrzostw świata.